# Karl Purrmann
Karl Purrmann (* 16. Mai 1877 in Speyer; † 20. Dezember 1966 in Stuttgart) war ein deutscher Maler.

## Leben
Karl Purrmann, ein Cousin Hans Purrmanns, besuchte die Realschule und absolvierte dann eine Lehre als Dekorationsmaler, ehe er von 1893 bis 1897 die Kunstgewerbeschule in Stuttgart besuchte. 1903 wurde er Lehrer für Akt- und Figurzeichnen an der Königlichen Fachschule für Edelmetallindustrie in Schwäbisch Gmünd. Diese Stelle behielt er 15 Jahre lang bei.
1921 wurde er Mitglied der Stuttgarter Freimaurerloge "zu den 3 Cedern".
Studienreisen führten ihn unter anderem nach England, Belgien, Holland und Paris. Dabei interessierte ihn vor allem die Architektur der Großstädte.
Purrmann malte zahlreiche Interieurs, insbesondere von süddeutschen Barock- und Rokokokirchen und -schlössern. Seine Arbeiten erinnern zum Teil an Werke Menzels. Daneben produzierte er Ansichten der Bauten des Architektenteams Beutinger & Steiner, unter anderem eine Ansicht der Fabrik Kirsch & Mausser in der Heilbronner Salzstraße.
Paul Schmohl hatte Purrmann mit dem Wandschmuck für die Galerie des Konzerthauses in Heidenheim an der Brenz beauftragt. Purrmann schuf zwölf Bilder mit musizierenden Faunen in Tempera und zwei Ölbilder, die die Titel Herbst und Blumenstück trugen. Diese Bilder wurden erst nach der Einweihung des Hauses aufgehängt und waren erstmals bei einem Konzert am 19. Juli 1914 zu sehen. Sie blieben bis zum August 1947 an Ort und Stelle und wurden dann als nicht mehr zeitgemäß entfernt und vernichtet. Bis 1985 waren an den Stellen, an denen sie einst hingen, Wandleuchten angebracht. Drei Skizzen zu den vernichteten Bildern sind erhalten geblieben und wurden anlässlich des hundertjährigen Jubiläums des Konzerthauses von der Förderungs-Gemeinschaft Karl Purrmann e.V. Stuttgart gezeigt.
Ein Werk Purrmanns wurde im Württembergischen Kunstverein ausgestellt; 2006/07 fand im Purrmann-Haus in Speyer die Ausstellung Karl Purrmann (1877-1966): „Der schwäbische Spitzweg aus Speyer“ statt. 2009 waren Bilder Purrmanns in der Ausstellung Impressionismus und Moderne aus der Sammlung Fritz und Karl-Ulrich Nuss und der VGW Schwäbisch Gmünd in Schwäbisch Gmünd zu sehen.
Zwei Bilder aus dem Jahr 1918 befinden sich in der Militärhistorischen Bildsammlung des Landesarchivs Baden-Württemberg. Im Sitzungssaal des Alten Rathauses in Leonberg hängt seit 2014 eine Ansicht des Leonberger Marktplatzes, die Heinrich Längerer einst bei Purrmann in Auftrag gegeben hatte. 1948 erschien Willy Steuerwalds Buch Karl Purrmann. Ein Maler – ein Meister in Stuttgart bei Grieshaber und Säuberlich. Im Jahr 2014 brachte die Museumsgesellschaft Ehingen das Buch Bemerkenswerte Ehinger – Weggezogen, zugezogen, geblieben heraus, in dem auch Karl Purrmanns Biographie zu finden ist.